# 多克姆

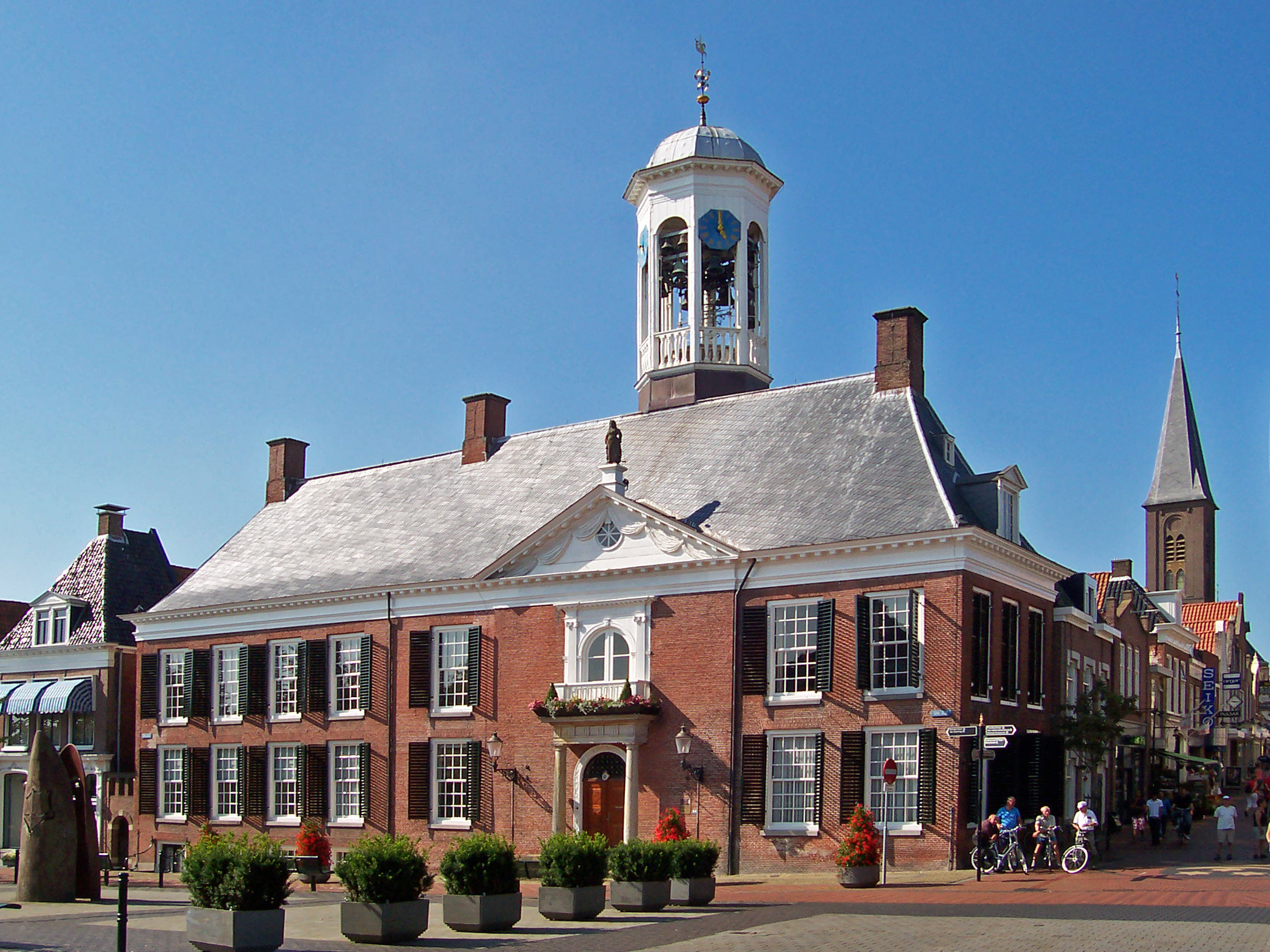

多克姆（荷兰：Dokkum）是荷蘭弗里斯兰省东北弗里斯兰的一个城镇，鎮上的市政廳建於1610年，中世紀天主教傳教士聖波尼法爵於754年在該鎮被殺，2006年人口13,145。
53°20′N 6°00′E / 53.333°N 6.000°E